# Хайруллоев, Шерали Хайруллоевич
Хайруллоев Шерали Хайруллоевич (тадж. Хайруллоев Шералӣ Хайруллоевич; род. 8 ноября 1949, Дангаринский район, Кулябская область, Таджикская ССР, СССР) — военный и государственный деятель Таджикистана, генерал-полковник (1999). Министр обороны Республики Таджикистан (1995—2013).

## Биография
Родился 8 ноября 1949 года. По национальности таджик. Окончил среднюю школу в 1966 году. В 1970 году окончил Таджикский государственный университет, в 1974 году — Московский финансовый институт (заочно). С 1970 по 1977 годы служил во внутренних войсках МВД СССР: помощник начальника финансового отдела войсковой части, начальник финансового отдела войсковой части, начальник продовольственной службы части, заместитель командира войсковой части по тылу. Служил в посёлке Нижняя Пойма Красноярского края и в городе Кызыл Тувинской АССР.
С 1977 года служил в системе исправительно-трудовых учреждений МВД Таджикской ССР. Служил на должностях заместителя начальника лечебно-трудового профилактория, начальника исправительно-трудового учреждения, заместителя начальника и начальника Управления исправительно-трудовых учреждений МВД Таджикской ССР.
В 1988 году был назначен заместителем министра внутренних дел Таджикской ССР.
В начавшейся в 1992 году гражданской войне в Таджикистане остался верным центральному правительству, организовывал боевые действия против незаконных вооружённых формирований, и поэтому был оставлен на должности заместителя министра внутренних дел независимой Республики Таджикистан.
7 апреля 1995 года назначен министром обороны Таджикистана. Считался[кем?] одним из наиболее преданных президенту Эмомали Рахмонову лиц. Указом Президента Республики Таджикистан от 1 декабря 2006 года повторно назначен министром обороны Республики Таджикистан. Внёс большой вклад в создание и развитие национальных Вооружённых Сил Таджикистана. Неоднократно руководил боевыми операциями таджикской армии против периодически вспыхивавших сепаратистских мятежей. С 19 ноября 2013 года в отставке.
В январе 2014 года назначен помощником Президента Республики Таджикистан по вопросам национальной безопасности.
Женат, двое детей. Сын и дочь — офицеры Национальной армии Таджикистана.

## Награды
- Орден «Звезда Президента Таджикистана» II степени.
- Орден Исмоили Сомони II степени.
- Медаль «20-летие Государственной независимости Таджикистана».
- «Заслуженный работник Таджикистана».
- Грамота Содружества Независимых Государств (30 ноября 2001 года) — за активную работу по укреплению и развитию Содружества Независимых Государств[3].
- Грамота Содружества Независимых Государств (3 сентября 2011 года) — за активную работу по укреплению и развитию Содружества Независимых Государств[4].